# أفعويات
الأفعويات أو فصيلة الأفاعي (Viperidae) هي أفاعي سامة موجودة في كل أنحاء العالم ماعدا القطب الجنوبي وأستراليا ونيوزيلندة وإرلندة ومدغشقر وهاواي وعدة جزر معزولة وشمال الدائرة القطبية الشمالية. كل الأفاعي تملك أنياب طويلة عادةً ومفصلية (ذات مفصل) تمكن الأفاعي من إدخال الأنياب بالعمق وحقن السم، حالياً، يعرف منها أربع فصائل فرعية هي :

## الفصائل الفرعية
| إسم الفصيلة الفرعية. | مؤلف التسمية.           | الجنس. | النوع. | الاسم الشائع           | التوزع الجغرافي |
| -------------------- | ----------------------- | ------ | ------ | ---------------------- | --- |
| Azemiopinae          | Liem, Marx & Rabb, 1971 | 1      | 1      | Fea's viper            | بورما, southeastern التبت across southern الصين (فوجيان، قوانغشي، جيانغشي، قويتشو، سيتشوان، يونان (الصين)، تشيجيانغ) to northern فيتنام                                                                                              |
| Causinae             | إدوارد درينكر كوب, 1859 | 1      | 6      | Night adders           | أفريقيا جنوب الصحراء |
| أفعى الحفر           | Oppel, 1811             | 18     | 151    | Pit vipers             | In the عالم قديم from eastern أوروبا eastward through آسيا to اليابان، تايوان، إندونيسيا, peninsular الهند and سريلانكا, in the عالم جديد from southern كندا southward through المكسيك and أمريكا الوسطى to southern أمريكا الجنوبية |
| أفعاوات              | Oppel, 1811             | 12     | 66     | True or pitless vipers | Europe, Asia, and أفريقيا |

جنس نمطي = الأفاعي—Laurenti, 1768